# Walter Adolf Jöhr

Walter Adolf Jöhr bei der Baustelle der Hochschule St. Gallen auf dem Rosenberg, 1960

Walter Adolf Jöhr (* 8. Februar 1910 in Zürich; † 1. Juni 1987 in St. Gallen) war ein Schweizer Nationalökonom.

## Leben und Werk

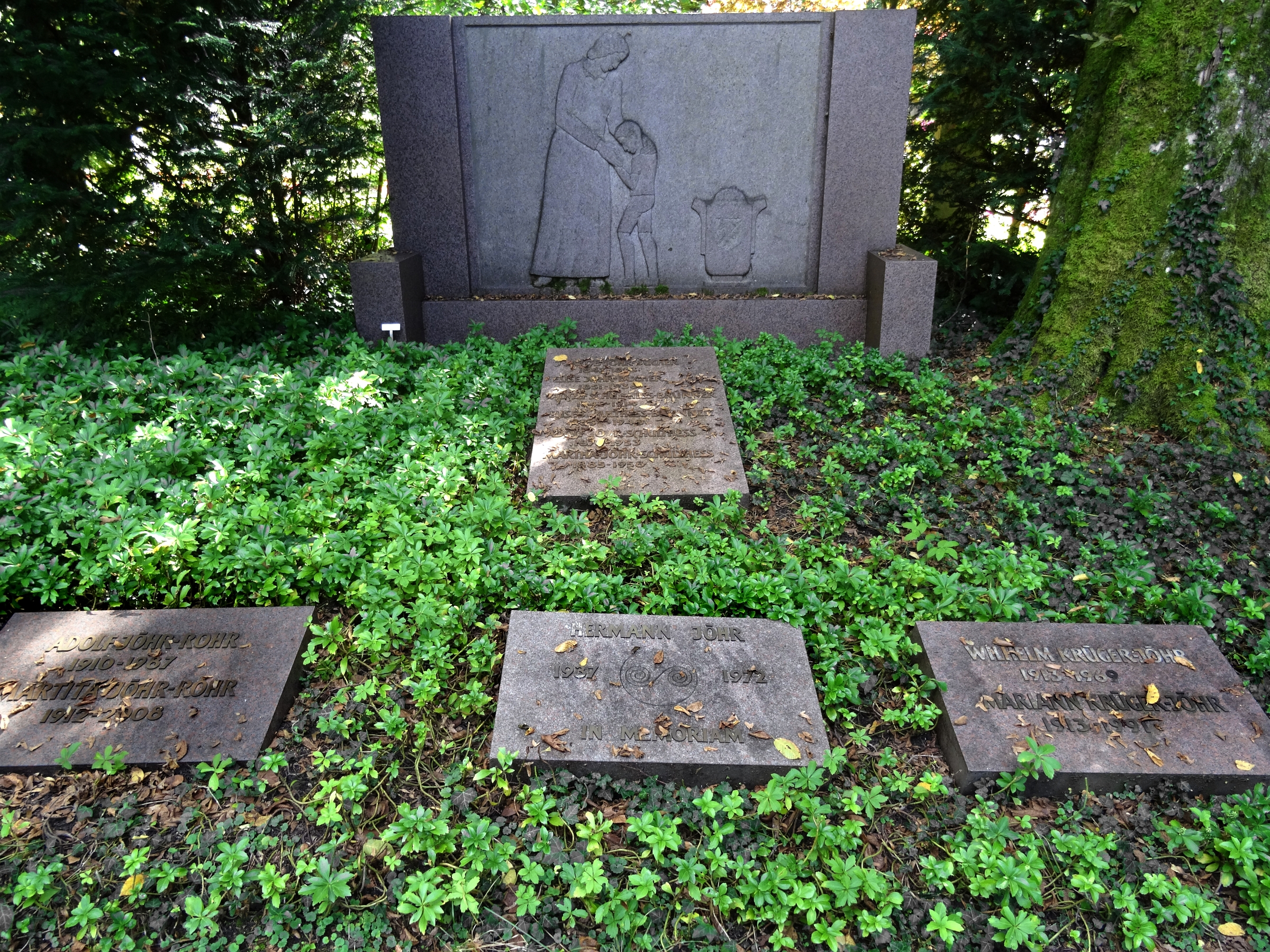
Grab, Friedhof Enzenbühl, Zürich

Walter Adolf Jöhr war der Sohn des Schweizer Bankiers und Funktionärs Adolf Jöhr.
Er studierte Rechtswissenschaften an der Universität Zürich und promovierte 1933 über die Arbeitslosenfürsorge. Nach einem Zweitstudium an der Friedrich-Wilhelms-Universität in Berlin promovierte er ein zweites Mal bei Werner Sombart. Seine zweite Dissertation, publiziert 1937, wurde in der Schweizer Presse aufgrund ihrer antisemitischen Aussagen sehr kritisch rezensiert. Die Anstellung des Frontisten Jöhr 1937 an der Handelshochschule St. Gallen führte zu einer Interpellation der sozialdemokratischen Fraktion im Gemeinderat der Stadt St. Gallen. Jöhr war 1937 der Auffassung, Liberalismus und Sozialismus hätten sich überlebt. Die „geschichtliche Mission“ des Faschismus bestehe darin, dass er die durch diese Ideologien auseinandergebrochene Gesellschaft wieder zu einer Einheit führe. Darin liege der tiefere Sinn dessen, was man als Gleichschaltung bezeichne.
Jöhr lehrte und forschte von 1937 bis 1977 in St. Gallen. Er gründete dort die Forschungsgemeinschaft für Nationalökonomie und war von 1957 bis 1963 Rektor der Hochschule, als der er sich für den Neubau auf dem Rosenberg einsetzte.
Er bestimmte die Volkswirtschaftslehre der Nachkriegszeit massgeblich, unter anderem mit der Arbeit „Die Konjunkturschwankungen“ (1952). Im Jahr 1965 erhielt er ein Ehrendoktorat der Universität Genf und 1967 eines der Universität Bonn.
Jöhr war verheiratet und Oberstleutnant im Generalstab der Schweizer Armee. Seine letzte Ruhestätte fand er auf dem Friedhof Enzenbühl in Zürich.
Seit 1996 gibt es in der Schweiz eine Stiftung Weltethos, finanziert durch Martita Jöhr-Rohr (1912–2008), die Witwe von Walter Adolf Jöhr. Nachlassteile befinden sich im Universitätsarchiv St. Gallen sowie in der Kantonsbibliothek Vadiana.

## Veröffentlichungen (Auswahl)
- Ökonomie im Lichte der politischen Ethik. Ausgewählte Schriften. Mohr Siebeck, Tübingen 2000, ISBN 3-16-147324-8.

- Der Auftrag der Nationalökonomie. Ausgewählte Schriften. Mohr, Tübingen 1990, ISBN 3-16-345559-X.
- Zum Rüstungswettlauf in der Nachkriegsepoche (= Staat und Politik, Bd. 35). Haupt, Bern 1987, ISBN 3-258-03846-5.
- Zur Arbeitslosigkeit der Gegenwart. Wie ist langdauernde allgemeine Massenarbeitslosigkeit bei vorwiegend marktwirtschaftlicher Ordnung möglich? (= St. Galler wirtschaftswissenschaftliche Forschungen, Bd. 35). Mohr, Tübingen 1986, ISBN 3-16-345128-4.
- Das Abstimmungsproblem bei Initiativen. Schweizerische Institut für Verwaltungskurse, St. Gallen 1975.
- Galbraith und die Marktwirtschaft. Mohr, Tübingen 1975, ISBN 3-16-337501-4.
- Gespräche über Wissenschaftstheorie. Mohr, Tübingen 1973, ISBN 3-16-935411-6.
- (mit Hans W. Singer): Die Nationalökonomie im Dienste der Wirtschaftspolitik. 3. Aufl. Vandenhoeck & Ruprecht, Göttingen 1969.
- El papel del empresario en la economía. In: Estudios económicos. Band 1, Nr. 2, 1963, S. 273–278. (https://doi.org/10.52292/j.estudecon.1962.955 DOI).
- Algunas observaciones sobre el concepto de verdad y las divergencias de opinión entre los economistas. In: Estudios económicos. Band 7, Nr. 13/14, 1969, S. 115–120 (https://doi.org/10.52292/j.estudecon.1969.1051 DOI).
- Schweizerische Kreditanstalt 1856–1956. 100 Jahre im Dienste der schweizerischen Volkswirtschaft. Zürich 1956.
- Theoretische Grundlagen der Wirtschaftspolitik. Bd. 1: Die Argumente der Wirtschaftsfreiheit. Bd. 2: Die Konjunkturschwankungen. Mohr, Tübingen 1943/1952.
- Ist ein freiheitlicher Sozialismus möglich? Francke, Bern 1948.
- Die Beurteilung konkreter wirtschaftspolitischer Probleme. Francke, Bern 1947.
- Das Modell der vollkommenen Konkurrenz. Seine Funktion und seine Stellung in der Nationalökonomie. Francke, Bern 1946.
- Die Nachkriegsdeflation. Konjunkturtendenzen der Nachkriegszeit und die Aufgaben der schweizerischen Beschäftigungs- und Währungspolitik. Fehr, St. Gallen 1945.
- Vom Sinn der Dogmengeschichte. Fischer, Jena 1942.
- Gedanken zum Lebenswerk von Werner Sombart. Fischer, Jena 1942.
- Inflation und Rationierung. Fundamente zur Kriegs-Wirtschaftspolitik. Fehr, St. Gallen 1942.
- Amerika und der Faschismus. Haupt, Bern 1937.
- Die ständische Ordnung. Geschichte, Idee und Neuaufbau. Meiner, Leipzig 1937 (= Dissertation Universität Berlin).